# تشارلز ألين مون
تشارلز ألين مون (بالإنجليزية: Charles Allen Munn)‏ هو صحفي أمريكي، ولد في 1881، وتوفي في 1924.